# José Pereira de Brito e Castro
José Pereira de Brito e Castro ou mais precisamente José de Abreu Pereira Brito e Castro (Lanheses, 1692 - Viana do Castelo, 9 de Maio de 1753), cavaleiro fidalgo (1708) e fidalgo escudeiro (1749), foi cavaleiro da Ordem de Cristo, mestre de campo, coronel de Infantaria paga, governador do Castelo de São Tiago Maior da Barra de Viana do Castelo senhor do Paço de Lanheses e do padroado da sua freguesia de Santa Eulália de Lanheses.
Era natural de Lanheses e morava na Rua da Bandeira em Viana do Castelo.
Após ter passado na leitura de bacharel, em 7 de Outubro de 1723 recebeu uma provisão de propriedade de Ofício, oficio esse de Distribuidor, Inquirido e Contador do Juízo geral de Viana, lugar que veio substituir o seu sogro.
Em 17 de Julho de 1742, recebe a autorização para ter confessionário nas suas capelas e oratórios que tem na vila de Viana e nas freguesias de São Pedro de Serreleis, Santa Eulália de Lanheses e Santa Maria de Quintiães, onde tem quintas.
Morreu em Viana do Castelo com 61 anos e foi enterrado na "Igreja Collegiada Matriz da dita Villa", segundo a notícia de óbito na Gazeta de Lisboa, "em hum dos muitos jazigos que nela tem a sua Casa, com pompa, e honras funeraes devidas à sua pessoa, e aos seus Postos, e com a assistencia de todo o Clero, e Communidades religiosas, e toda a Corte militar daquella praça".

## Dados genealógicos
Era filho de:
- Francisco de Abreu Pereira, senhor do Paço de Lanheses, fidalgo de Casa Real, coronel de infantaria, governador de Paraíba;
- Mariana Francisca de Castro, filha de António Pereira Lobato e de D. Ana de Vilas-Boas.

Casou em 5 de Junho de 1715, em Viana do Castelo (Santa Maria Maior),  com:
- D. Isabel Josefa de Cirne Peixoto (batizada na Rua da Piedade - Viana do Castelo (Santa Maria Maior), em 4 de julho de 1687[15]), senhora do prazo do Casal da Igreja de Santa Lucrécia de Aguiar , em Quintiães[16] (hoje conhecido por Quinta da Faria, com casa e capela[17])(Prazo esse que já vinha do Inquiridor, Distribuidor e Contador do Juízo Geral da vila de Viana[18] seu irmão Tomás Ribeiro Cirne Peixoto[19][20][21]) e também do morgadio da Quinta da Caparica, que contemplava o edifício conhecido por Casas da Costa do Castelo e depois por Palácio Vila Flor, em Lisboa,[22] filha herdeira de João Ribeiro Cirne Peixoto,[23] ou simplesmente João Ribeiro Cirne[24], falecido na Rua da Piedade - Viana do Castelo (Santa Maria Maior), em 22 de Março de 1712[25], e D. Catarina (Maciel) Belo, nascida em Viana do Castelo (Monserrate), em 24 de novembro de 1669, baptizada em 3 de dezembro de 1669[26], falecida a 30 de Janeiro de 1688[27], filha de Isabel Maciel, falecida na Rua da Piedade - Viana do Castelo (Santa Maria Maior), em  22 de abril de 1685[28], e de Sebastião Belo de Sousa ou simplesmente Sebastião Belo, falecido em Viana do Castelo (Santa Maria Maior), em 22 de maio de 1701[29], capitão de infantaria no Rio de Janeiro. Terá sido beneficiada, nessa rica herança, pelo facto de sua prima, D. Josefa Margarida da Silva, filha do seu tio Manuel Peixoto Cirne da Silva, ter seguido a vida religiosa e assim não ter tido geração[30].

Tiveram os filhos: 
- Francisco de Abreu Cirne Pereira de Brito ou Francisco de Abreu Pereira Cirne Peixoto, moço fidalgo da Casa Real, coronel de Infantaria, senhor do Lindoso, e que foi igualmente governador do Castelo de Viana e que sucedeu-lhe no vínculo do Paço de Lanheses, e que casou com Isabel Francisca Lobato e Maria Vitória de Menezes Bacelar, respectivamente;
- Catarina Pereira de Castro[31] ou Catarina Josefa Pereira de Castro[32], ou Catarina Teresa Pereira Cirne de Castro, Catarina Maria, nascida na Rua da Bandeira - Viana do Castelo (Santa Maria Maior), em 14 de abril de 1726, baptizada  em 23 de abril de 1726[33], falecida a 13 de Dezembro de 1798 e casada em 5 de Agosto de 1754,[34] na Capela do Reis Magos na Rua da Bandeira, com Joaquim António Pereira da Silva Bezerra Fagundes (nascido em Viana do Castelo, em 1 de Setembro de 1733 e baptizado em 13 de Setembro de 1733 e falecido a 27 de Julho de 1800[34]), senhor do morgado dos Pereira Fagundes na Rua da Bandeira em Viana do Castelo, tenente-coronel de Infantaria.[35] governador do Forte do Cam,[34] filho de Felix Pereira da Silva e Bezerra Fagundes e D. Isabel Pereira.[36] Tiveram:
  - Felix Pereira da Silva Bezerra Fagundes, falecido em 1823, coronel de infantaria[37] e ajudante de ordens do Governo das Armas da província do Minho, com um filho ilegítimo que morreu sem descendência;[38]
  - José Pereira Cirne de Castro da Silva Bezerra Fagundes,  falecido a 16 de Novembro de 1840,[39] voluntário realista e monteiro-mor de Viana, casado com D. Maria Ludovina Pereira de Castro,[38] morador em Santa Maria Maior (Viana do Castelo),[40] administrador dos vínculos que haviam sido instituídos por Manuel de Sixto Bezerra, Sebastião Varela Bezerra, Gonçalo Pereira Fagundes, Francisco Pereira Machado e Ascêncio Pereira da Silva e que anteriormente o havia sido de seu sobrinho Manuel Pereira da Silva por morte de seu pai Félix Pereira da Silva Bezerra Fagundes.[41] Contendo um deles, instituído pelo referido primeiro, a Capela de São Roque de Viana do Castelo;[42]
  - D. Isabel Pereira Cirne, faleceu solteira;[39]
  - D. Josefa Pereira Cirne de Castro que casou, a 3 de Agosto de 1803, com António de Sousa Araújo e Meneses, fidalgo da Casa do Príncipe Regente, filho de João de Sousa Meneses Lobo, Fidalgo da Casa Real, chanceler da Relação de Goa, e de D. Manuela Isabel Araújo de Sousa e Meneses. Sem geração;[39]
  - D. Ana Amália Guilhermina Pereira Cirne de Castro casada, em 11 de Agosto de 1794, com Manuel Pereira Pimenta de Castro, fidalgo cavaleiro da Casa Real, coronel da Milícias dos Arcos, senhor da Casa da Prova (Arcos de Valdevez), da Casa de Pias (Monção). Com geração.[43]
- Ana Mariana Joana Pereira Cirne de Castro[44], casada em Sá, Ponte de Lima, com João de Barros Barbosa de Abreu e Lima, natural da mesma freguesia limiana[45], moço Fidalgo da Casa Real,[46] vereador de Ponte de Lima,[47] moradores na  sua Quinta da Carcaveira, em Sá (Ponte de Lima).[48].
  - Tiveram: José Pereira Cirne de Castro, Fidalgo Cavaleiro,[49] igualmente vereador de Ponte de Lima,[50] formado em Leis (terá tirado o seu curso na Universidade de Coimbra entre o ano de 1735 e 1741[51].) e Escrivão dos Órfãos.[52]
  - Luís de Barros, natural de Sá, Ponte de Lima[53] casado em 26 de Agosto de 1786, em Caminha (Matriz), com Sebastiana Angélica Maria de Meneses baptizada em 2 de Maio de 1766 na mesma vila, filha de Inácio Pita Leite de Castro e Sebastiana Maria de Meneses[54].
- D, Mariana Francisca de Castro[55]
- Matias José, nascido na Rua da Bandeira - Viana do Castelo (Santa Maria Maior), em 25 de fevereiro de 1724, baptizado em 2 de março de 1724[56].

Fora do casamento teve:
- Doutor Frei José Ricalde Pereira de Castro, deputado do Conselho do Santo Ofício e do Conselho de El-Rei e comissário geral da Junta da Bula da Santa Cruzada, desembargador do Paço, chanceler-mor do Reino, procurador das Ordens Militares e Casa do Infantado e deputado da Junta das Confirmações Gerais.